# Entéropathie exsudative
L'entéropathie exsudative est une maladie caractérisée par une déperdition de protéines par le tube digestif. Il peut en résulter une diminution de la concentration des protéines dans le sang (protéinémie).

## Symptômes
- Œdème (collection liquidienne)
- Diarrhée
- Douleurs abdominales